# Riggia paranensis
Riggia paranensis is een pissebed uit de familie Cymothoidae. De wetenschappelijke naam van de soort is voor het eerst geldig gepubliceerd in 1948 door Szidat.
Riggia paranensis is een parasiet van zoetwatervissen uit het geslacht Cyphocharax. Szidat noemde de soort paranensis omdat hij ze aantrof op Curimata platana in de Rio Paraná in Argentinië. R. paranensis parasiteert ook Cyphocharax gilbert, die voorkomt in de benedenloop van rivieren in het oosten van Brazilië.
R. paranensis is een protandrisch hermafrodiete soort; ze worden geboren als mannetjes en worden vrouwtjes in de parasitaire fase. Enkel de vrouwelijke exemplaren zijn parasieten, die zich voeden met bloed van de gastheer. De mannetjes, die kleiner zijn, leven samen met de vrouwtjes maar ze voeden zich niet met bloed. De parasiet betrekt bloed uit de kieuwen van de vis en zuurstof uit het water en zet de larven vrij in het water.
Vissen die met R. paranensis zijn geïnfecteerd, kunnen zich niet meer voortplanten, wellicht omdat de parasiet het endocrien systeem van de vis verstoort. Het niveau van twee geslachtshormonen daalt en de geslachtsorganen ontwikkelen zich niet volledig. De vis groeit daarentegen sneller dan een niet-geïnfecteerde vis.